# Microbates
Microbates là một chi chim trong họ Polioptilidae.